# Gerri Santoro
Geraldine "Gerri" Santoro (nascida Twerdy; Connecticut, 16 de agosto de 1935 — Connecticut, 8 de junho de 1964) foi uma mulher estadunidense que morreu devido a um aborto inseguro em 1964. Uma fotografia policial de seu cadáver, publicada pela revista Ms., em 1973, tornou-se um símbolo do movimento pelo direito ao aborto nos Estados Unidos.

## Biografia
Santoro foi criada, junto com 14 irmãos, na fazenda de uma família ucraíno-americana em Coventry, Connecticut. Ela foi descrita por aqueles que a conheciam como "divertida" e "de espírito livre". Aos 18 anos casou-se com Sam Santoro; o casal teve duas filhas juntos.

## Circunstâncias da morte
Em 1963, o abuso doméstico de seu marido fez com que Santoro partisse, e ela e suas filhas voltaram para sua casa de infância. Ela conseguiu um emprego na Mansfield State Training School, onde conheceu outro funcionário, Clyde Dixon. Os dois tiveram um caso e Santoro ficou grávida.
Quando Sam Santoro anunciou que estava indo da Califórnia para visitar suas filhas, Gerri Santoro temeu por sua vida. Em 8 de junho de 1964, com vinte e oito semanas de gravidez, ela e Dixon se registraram no Norwich Motel em Norwich, Connecticut, sob pseudônimos. Eles pretendiam realizar um aborto autoinduzido usando instrumentos cirúrgicos e informações de um livro que Dixon obteve de Milton Ray Morgan, professor da Mansfield School. Dixon fugiu do motel depois que Santoro começou a sangrar. Ela morreu, e seu corpo foi encontrado na manhã seguinte por uma empregada.
Dixon e Morgan foram presos três dias depois. Dixon foi acusado de homicídio culposo e Morgan foi acusado de conspirar para cometer um aborto ilegal. Dixon foi condenado a um ano e um dia de prisão.

## Fotografia

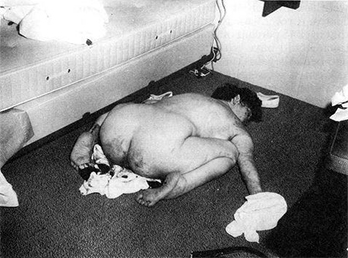
A fotografia do corpo de Gerri Santoro tirada pela polícia

A polícia tirou uma foto do corpo de Santoro como ela foi encontrada: nua, ajoelhada, caída no chão, com uma toalha ensanguentada entre as pernas. A foto foi usada em cartazes e publicada na revista Ms., em abril de 1973, tudo sem identificar Santoro. Desde então, a foto se tornou um símbolo do direito ao aborto, usada para ilustrar que o acesso ao aborto legal e realizado profissionalmente reduz as mortes por aborto inseguro.
Leona Gordon, irmã de Santoro, viu a foto na revista Ms. e reconheceu o assunto. As filhas de Santoro haviam sido informadas que sua mãe havia morrido em um acidente de carro, o que elas acreditavam até que a foto se tornou amplamente divulgada. Sobre a publicação da foto, a filha de Santoro, Joannie Santoro-Griffin, foi citada em 1995 dizendo: "Como eles ousam exibir isso? Como eles ousam pegar minha linda mãe e colocar isso na frente dos olhos do público?". Mais tarde, Joannie tornou-se uma ativista do direito ao aborto, participando da Marcha pela Vida das Mulheres em 2004 com sua filha adolescente Tara e a irmã de Gerri Santoro, Leona. Ela também fez um blog em memória de sua mãe.
Em 1995, Jane Gillooly, uma cineasta independente de Boston, Massachusetts, entrevistou Gordon, as filhas de Santoro e outros para um documentário sobre a vida de Santoro, Leona's Sister Gerri. O filme foi inicialmente transmitido na série POV da PBS em 1 de junho de 1995. Mais tarde, foi exibido em festivais de cinema, estreando nos Estados Unidos em 2 de novembro de 1995. No documentário, Leona expressou que ficou inicialmente chocada com a publicação da fotografia, mas que "com o passar dos anos [...] ela achou bom que fosse impressa".